# Fredag den 13. - Del VIII: Jason indtager Manhattan
Fredag den 13. – Del VIII: Jason indtager Manhattan er en amerikansk film fra 1989, og det ottende kapitel i Fredag den 13. filmserien. Filmen var også den sidste i serien med Fredag den 13. titlen, og den sidste udgivet af Paramount Pictures. 

## Handling
New York får et problem, da den uudryddelige psykopatiske djævel Jason Voorhees vender næsen mod byen – og maler den "rød". Efter en chokerende genrejsning fra graven går Jason om bord på et krydstogtskib, der er fyldt med teenagere på vej til New York. Han forvandler hurtigt turen til de fortabtes sidste rejse. Et af hans rædselsslagne ofre undslipper ned i Manhattans mareridstagtige labyrint af undergrundsbane og kloakker, blot for at møde Jason en sidste gang.

## Modtagelse
Fredag den 13. – Del VIII: Jason indtager Manhattan, er den film i serien der har fået mest kritik nogensinde. Resten foregik på krydsstogtskibet og i Vancouver, hvor resten af byscenerne var optaget.

## Medvirkende
- Kane Hodder som Jason Voorhees